# محفظة تينون
محفظة تينون (بالإنجليزية: Tenon's capsule)‏ أو لفافة تينون البصلية (بالإنجليزية: fascia bulbi)‏ أو غمد المقلة (بالإنجليزية: bulbar sheath)‏ هي تسميات للغشاء الرقيق الذي يحيط بالعين من العصب البصري حتى حوف القرنية. من الأمام ترتبط بالصلبة العينية، أما من الخلف فتتحد بأغلفة الأم الجافية التي تغطي العصب البصري.